# Goričani (Podgorica)
Pour les articles homonymes, voir Goričani.
Goričani (en serbe cyrillique : Горичани) est un village de l'est du Monténégro, dans la municipalité de Podgorica.

## Démographie

### Évolution historique de la population
| 1948 | 1953 | 1961 | 1971 | 1981  | 1991 | 2003  |
| ---- | ---- | ---- | ---- | ----- | ---- | ----- |
| 470  | 482  | 601  | 761  | 1 005 | 869  | 1 205 |